# 东八森站
东八森站（日语：／ Higashi-Hachimori eki */?）位于秋田县八峰町八森字上家后，是东日本旅客铁道（JR東日本）管辖的五能线上的鐵路車站。

## 历史
车站开业时为八森町中心车站，后来八森町市政厅搬迁到现八森站附近后，改名为东八森站，而原来的椿站改名为八森站。
当八森町与八峰町合并后，在原峰浜村和八森町的市政厅间设置市政厅，于是本站成为八峰町市政厅相邻站。
- 1926年4月26日 - 作为日本国有铁道八森站投入运营[1]。
- 1959年10月1日 - 改名为东八森站。
- 1971年10月1日 - 无人化改造。
- 1987年4月1日 - 国铁分割民营化后成为JR东日本车站。

## 车站结构
侧式站台1台1线的地上车站。
能代站管理的无人车站。

## 相鄰車站
東日本旅客鐵道
■五能線
□快速
通过
■普通
泽目－东八森－八森